# Cercocebus
Mangabej (Cercocebus) je rod primáta z čeledi kočkodanovitých (Cercopithecidae) a podřádu úzkonosých (Catarrhini). Žijí v afrických deštných lesích, obývají i plantáže. Čas tráví ve skupinách od 10 do 30 jedinců složené z jednoho až třech samců, samic a mláďat. Mangabejové jsou býložravci, ale někdy se živí hmyzem. V zajetí se dožívají asi 30 let.

## Druhy
- Cercocebus torquatus (Kerr, 1792) – mangabej rudohlavý
- Cercocebus atys Audebert, 1797 – mangabej kouřový
- Cercocebus galeritus Peters, 1879 – mangabej chocholatý
- Cercocebus agilis Milne-Edwards, 1886 – mangabej štíhlý
- Cercocebus chrysogaster Lydekker, 1900 – mangabej žlutobřichý
- Cercocebus sanjei Mittermeier, 1986 – mangabej sanjei